# Bronisław Chromy
Pour les articles homonymes, voir Chromy.
Bronisław Chromy, né le 3 juin 1925 à Leńcze et mort le 4 octobre 2017 à Cracovie,, est un sculpteur, peintre, dessinateur, médailleur polonais, et professeur à l'Académie des beaux-arts de Cracovie.

## Biographie
En 1956, Bronisław Chromy sort diplômé de l'Académie des Beaux-Arts de Cracovie. Il devint par la suite professeur dans cette académie puis recteur.
Dès 1961, il participe chaque année à des expositions artistiques à travers la Pologne. Il gagne de nombreux prix nationaux. Il participe à des rencontres internationales, notamment en Europe.
Ses œuvres sont exposées au musée national de Varsovie ainsi qu'au musée national de Cracovie et au musée national Auschwitz-Birkenau.
Il est fait chevalier de l'ordre Polonia Restituta.

## Quelques œuvres

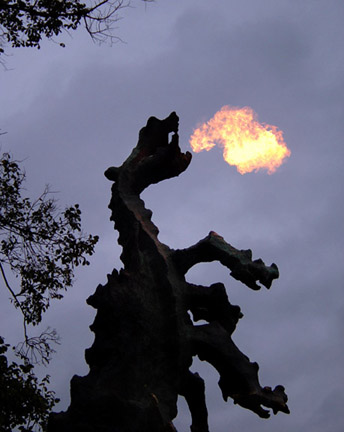
Dragon du Wawel à Cracovie.
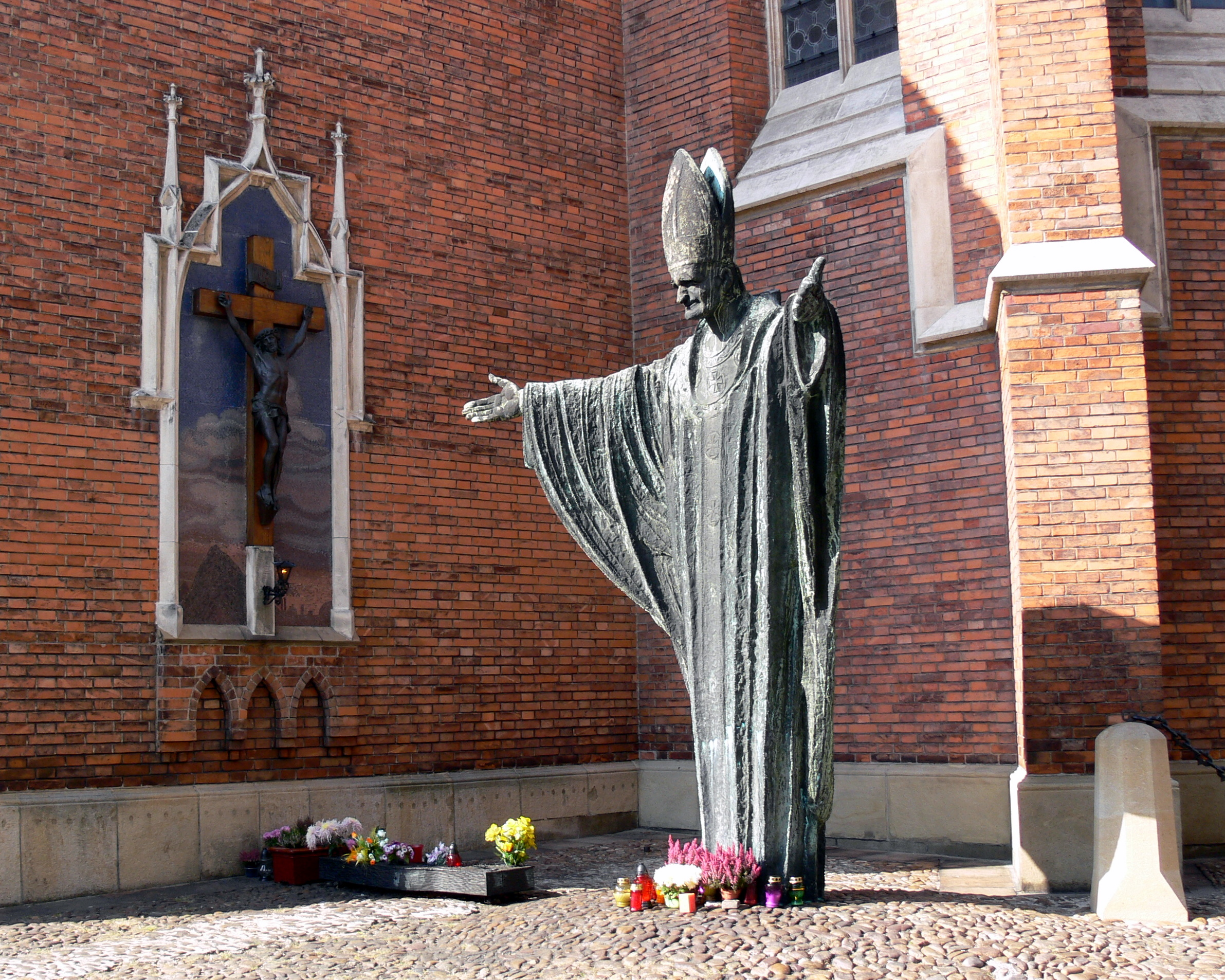
Jean-Paul II à Tarnów.
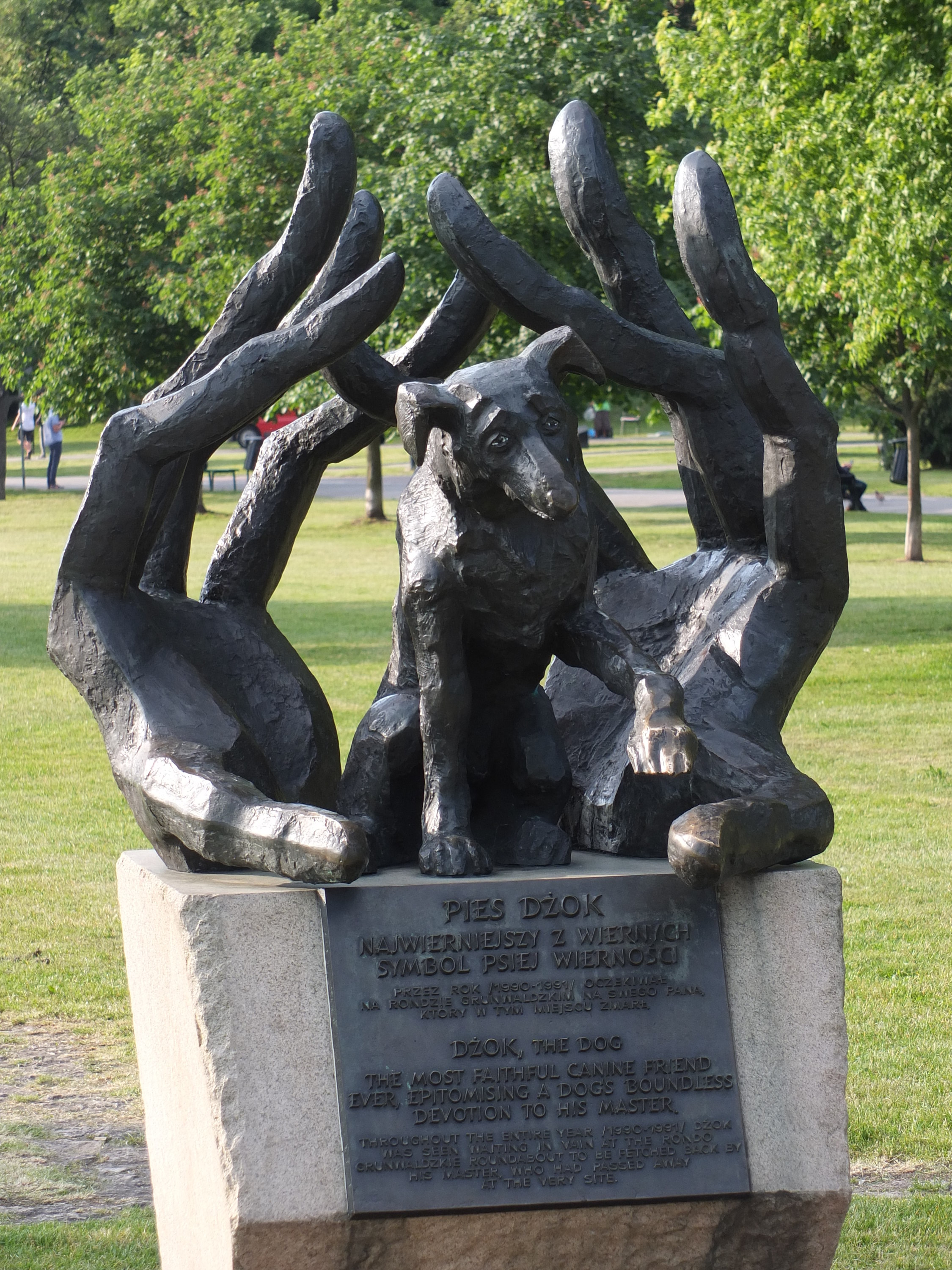
Le chien Jok à Cracovie.
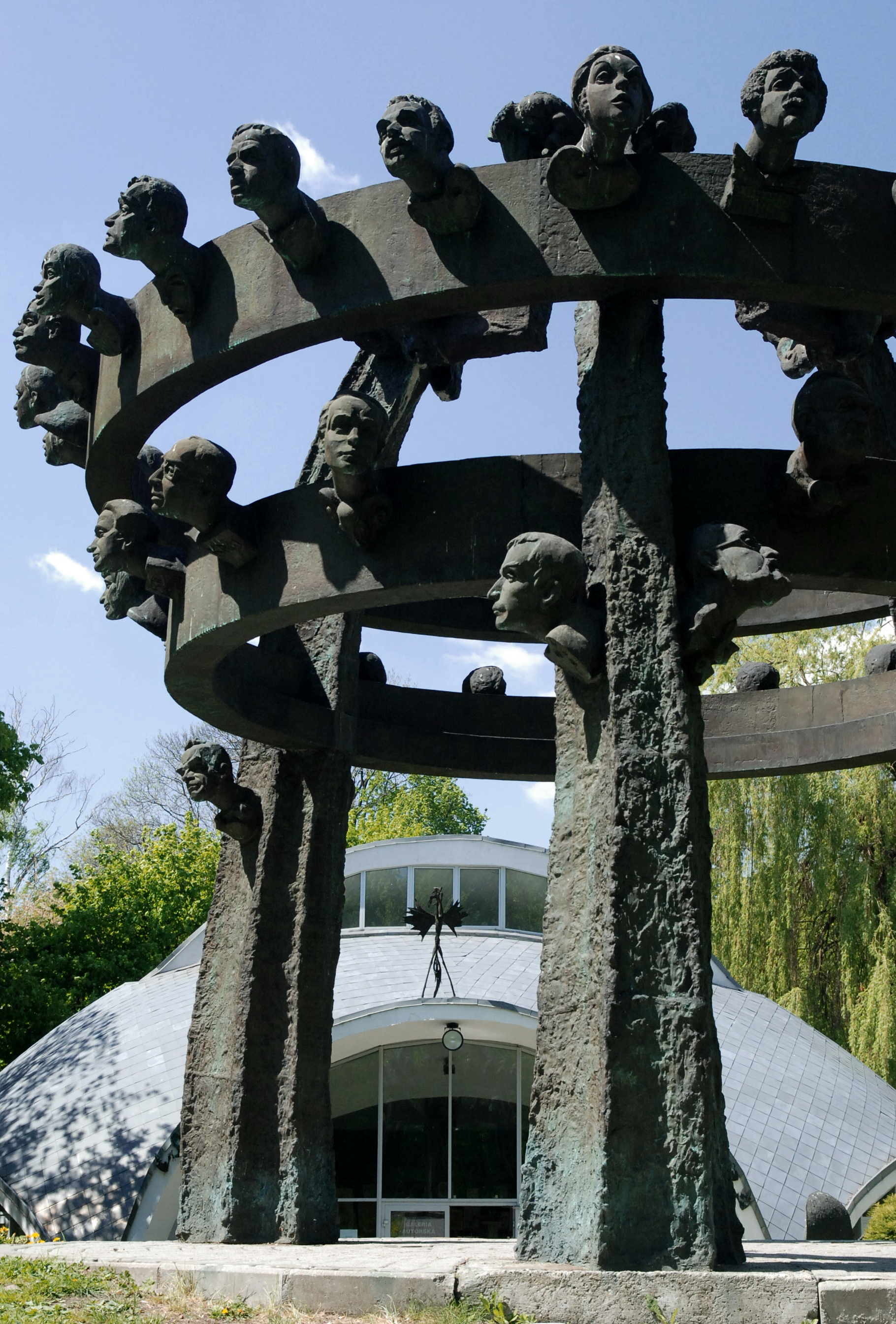
Dans le parc de la Villa Decius à Cracovie.